# Helios St. Marienberg Klinik Helmstedt

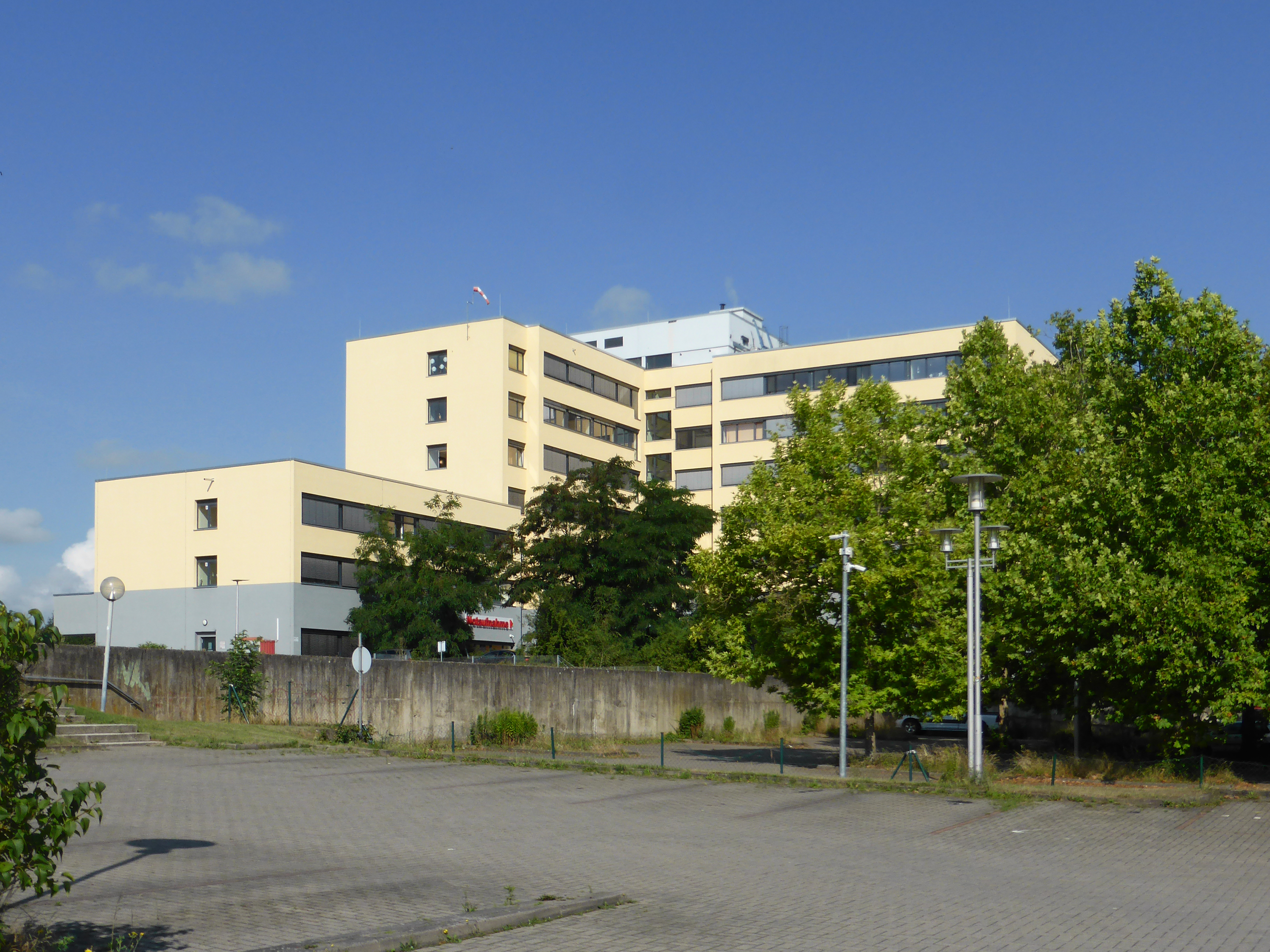
Helios St. Marienberg Klinik Helmstedt

Die Helios St. Marienberg Klinik Helmstedt ist eine Einrichtung der gleichnamigen GmbH.

## Geschichte
Das Krankenhaus in Helmstedt geht auf das Jahr 1869 zurück. In diesem Jahr begann der Bau der Bahnstrecke Braunschweig–Magdeburg, die über Helmstedt führte. Da es in Helmstedt kein Krankenhaus gab, wurden Bauarbeiter, die erkrankt waren oder bei den Arbeiten einen Unfall hatten, zur Behandlung in das Helmstedter Kloster Marienberg gebracht, das seinerseits aber zunächst über keine geeigneten Räumlichkeiten für die Behandlung und Pflege Kranker und Verletzter hatte. Da auch geeignetes Pflegepersonal fehlte, wurde die Domina des Klosters, Charlotte von Veltheim, bald von Diakonissen aus Neuendettelsau unterstützt. Charlotte von Veltheim richtete 1876 eine Krankenstation mit 20 Betten im Westflügel des Klosters Marienberg ein.
1883 erfolgte neben dem Kloster der Neubau eines Krankenhauses. Charlotte von Veltheim leitete das Hospital bis ins 60. Lebensjahr selbst, 1892 übernahmen dann Schwestern des Braunschweiger Marienstifts das Krankenhaus.
Im Zweiten Weltkrieg übernahm der Landkreis Helmstedt das Krankenhaus. Nach zahlreichen Erweiterungen verfügte das Kreiskrankenhaus Mitte der 1950er Jahre über 470 Betten. 1976 bezog das Kreiskrankenhaus einen Neubau. Bis Ende 2010 trug die Klinik den Namen „Kreiskrankenhaus St. Marienberg“ und gehört seit Anfang 2011 mit dem aktuellen Namen zu den Helios Kliniken.

## Profil
Das Krankenhaus sichert die medizinische Grundversorgung vor allem für die Bevölkerung des Landkreises Helmstedt.
Gegenwärtig hat die Helios St. Marienberg Klinik Helmstedt 263 Betten. Jährlich werden mehr als 13.000 Patienten stationär und 12.000 ambulant von ca. 100 Ärzten und 300 Pflegekräften behandelt (Stand: 26. Oktober 2023).
Die Klinik ist Akademisches Lehrkrankenhaus der Otto-von-Guericke-Universität Magdeburg.

## Fachbereiche
Das Krankenhaus in Helmstedt umfasst die nachfolgend aufgeführten Kliniken und medizinischen Versorgungszentren (Stand: Januar 2025). Dabei sind die Versorgungszentren auf die Standorte Helmstedt, Königslutter am Elm, Schöningen und Vorsfelde verteilt.

### Medizinische Kliniken
- Allgemein- und Viszeralchirurgie
- Anästhesie
- Gastroenterologie
- Geburtshilfe
- Gefäßchirurgie
- Geriatrie
- Gynäkologie
- Interdisziplinäre Intensivmedizin
- Kardiologie und Elektrophysiologie
- Innere Medizin, Neurologie & Frührehabilitation
- Neurotraumatologie und Wirbelsäulenchirurgie
- Orthopädie, Orthopädische Chirurgie und Unfallchirurgie
- Palliativmedizin
- Pneumologie, Beatmungs- und Schlafmedizin
- Radiologie
- Zentrum für Interdisziplinäre Notfallmedizin

### Medizinische Versorgungszentren
- Chirurgie (in Helmstedt)
- Gefäßchirurgie (in Helmstedt)
- Gynäkologie und Geburtshilfe (in Schöningen und Vorsfelde)
- Neurologie (in Helmstedt)
- Orthopädie und Unfallchirurgie (in Königslutter und Schöningen)
- Radiologie (in Helmstedt)